# لويس لوكوود
لويس لوكوود (بالإنجليزية: Lewis Lockwood)‏ هو مؤرخ موسيقى ‏ وملحن وأستاذ جامعي أمريكي، ولد في 16 ديسمبر 1930 في نيويورك في الولايات المتحدة.